# Anthony Brown (giocatore di football americano 1993)
Anthony Shaquille Brown (Tampa, 15 dicembre 1993) è un giocatore di football americano statunitense che milita nel ruolo di cornerback per i Carolina Panthers della National Football League (NFL).

## Carriera

### Dallas Cowboys
Al college, Collins giocò alla Purdue University dal 2012 al 2015. Fu scelto nel corso del sesto giro (189º assoluto) del Draft NFL 2016 dai Dallas Cowboys. Debuttò come professionista subentrando nel primo turno contro i New York Giants mettendo a segno un tackle e due settimane dopo disputò la prima gara come titolare. L'11 dicembre 2016 mise a segno il suo primo intercetto sul quarterback dei Giants Eli Manning.

### Pittsburgh Steelers
Il 30 agosto 2023 Brown firmò con la squadra di allenamento dei Pittsburgh Steelers. Fu svincolato il 14 settembre.

### San Francisco 49ers
Il 19 settembre 2023 Brown firmò con i San Francisco 49ers.